# Kościół Świętych Apostołów Piotra i Pawła w Jagowie
Kościół Świętych Apostołów Piotra i Pawła w Jagowie – katolicki kościół filialny zlokalizowany we wsi Jagów w gminie Pełczyce, w powiecie choszczeńskim (województwo zachodniopomorskie). Należy do parafii Narodzenia Najświętszej Maryi Panny w Pełczycach.

## Historia i architektura
Kościół, pierwotnie ewangelicki, został wzniesiony w 1856 roku z fundacji Friedricha von Schrödera. Murowany jest z cegły. Jest to salowa budowla, sytuowana na planie prostokąta, zakończona absydą. Do nawy dostawiona jest wieża. Wnętrze nakryte jest drewnianym stropem. W oddzielonym od nawy głównej łukiem tęczowym prezbiterium znajduje się ołtarz z obrazem przedstawiającym Ukrzyżowania.
Po II wojnie światowej kościół został konsekrowany jako świątynia katolicka w dniu 22 października 1947 roku przez ks. Franciszka Łojka.